# براگ سیتی (میزوری)
براگ سیتی (به انگلیسی: Bragg City) یک شهر در ایالات متحده آمریکا است که در شهرستان پمیسکات، میزوری واقع شده‌است. براگ سیتی ۰٫۵۲ کیلومتر مربع مساحت و ۱۴۹ نفر جمعیت دارد و ۷۹ متر بالاتر از سطح دریا واقع شده‌است.